# Élisabeth Bing
Élisabeth Bing, née le 6 août 1934 à Verdun, est une journaliste, femme de lettres et pédagogue française. Elle est considérée comme une pionnière des ateliers d'écriture en France,, qu'elle a introduits pour les enfants en difficulté puis pour les adultes entre la fin des années 60 et les années 80. Elle meurt en 2017, atteinte depuis une dizaine d'années de la maladie d'Alzheimer.

## Biographie
Élisabeth Bing naît le 6 août 1934 à Verdun sous le nom de Claire-Élisabeth Duffaud. Fille d’un cadre de la SNCF (son père, Jean Duffaud, y était Chef de District), elle poursuit des études de journalisme à l'École Supérieure de Journalisme et épouse au début des années soixante Bernard Bing, fils naturel de l'homme de théâtre Jacques Copeau et de Suzanne Bing, comédienne. De son mariage, elle a trois enfants, Emmanuel, Gertrude, Rachel.
Journaliste à la radio, elle collabore avec Pierre Schaeffer au Service de la Recherche de l’ORTF.
En 1958, Élisabeth Bing publie son premier livre, Le ver coupé, sous son nom de jeune fille. Elle collabore également avec le peintre Jacques le Scanff à l’écriture de contes illustrés publiés en Angleterre. En 1969, séparée de son mari qui reste vivre en banlieue parisienne, elle s’installe dans la Drôme où, recrutée comme enseignante de français, elle commence à travailler avec des enfants en grande difficulté alors dits caractériels, dans un Institut Médico Pédagogique, l’École de Beauvallon, situé près de Dieulefit.
Elle prend sa retraite en 2000. Atteinte depuis une dizaine d'années de la maladie d'Alzheimer, elle meurt en 2017 et repose dans le petit cimetière de Bessan dans l'Herault.

## Les ateliers d'écriture

### Des enfants aux adultes
C'est dès 1969 à l'IMP de Beauvallon qu'Élisabeth Bing initie pour la première fois en France dans ce contexte les ateliers d'écriture afin d'aider ses élèves, sur le modèle des différents ateliers artistiques pratiqués dans l’école. Elle devient alors, avec Anne Roche qui a introduit les ateliers d'écriture en France en 1968, une figure historique de cette forme d'expression. En 1973, elle déménage à Aix-en-Provence où elle rencontre Anne Roche, puis à Paris où elle continue à développer des ateliers d'écriture pour enfants et en crée de nouveaux pour les adultes.

### Et je nageai jusqu'à la page
En 1976, elle publie l'expérience de l'invention des ateliers d'écriture à l'École de Beauvallon dans son livre Et je nageai jusqu’à la page,. Publié aux Editions Des Femmes par Antoinette Fouque, le livre connaît un grand succès, fait découvrir les ateliers d’écriture en France et est réédité plusieurs fois,. Traduit pour l'Italie en 1977, l'ouvrage y est republié en 2021 et y reste considéré comme un classique de l'éducation.

### Association et colloques
En 1981, elle crée l'association Les Ateliers d’écriture chemins Élisabeth Bing, qui modifiera peu après son nom en Les Ateliers d’écriture Élisabeth Bing, association qui a formé de nombreux animateurs d'ateliers d'écriture en France et a fermé ses portes en 2018.
En 1983, elle participe au Colloque de Cerisy sur les ateliers d'écriture, dirigé par Claudette Oriol-Boyer et dont les actes sont publiés en 1992 aux éditions de l'Atelier du texte. Un second Colloque sous la direction de Claudette Oriol-Boyer a lieu en 2011 avec des représentants de l'Association des Ateliers d'écriture Élisabeth Bing, et un atelier sur la Fabrique de la proposition par Emmanuel Bing.

## Publications
- (Claire-Élisabeth Duffaud), Le ver coupé, Ishtar, Paris, 1958
- Et je nageai jusqu’à la page, Des femmes, 1976
- Les hommes de traverse, Des femmes, 1990
- Ce livre que mon père écrivait, L’Arpenteur, Gallimard, 1995
- Les fragments du jour suivi de Armor, Le préau des collines, 2008

## Distinctions
Pour sa contribution au développement de la culture en France, Élisabeth Bing a été faite chevalier dans l'ordre des Arts et des Lettres en 1995[réf. nécessaire].